# Província de Selenge
Selenge, Selengue, Selenga o Selengà (en mongol: |Сэлэнгэ), rep el nom el riu Selengà, és una de les 21 províncies (aimags) de Mongòlia. La seva capital és la ciutat de Sükhbaatar.
Ocupa una superfície de 41.153 km² i té una població (2008) de 94.590 habitants.

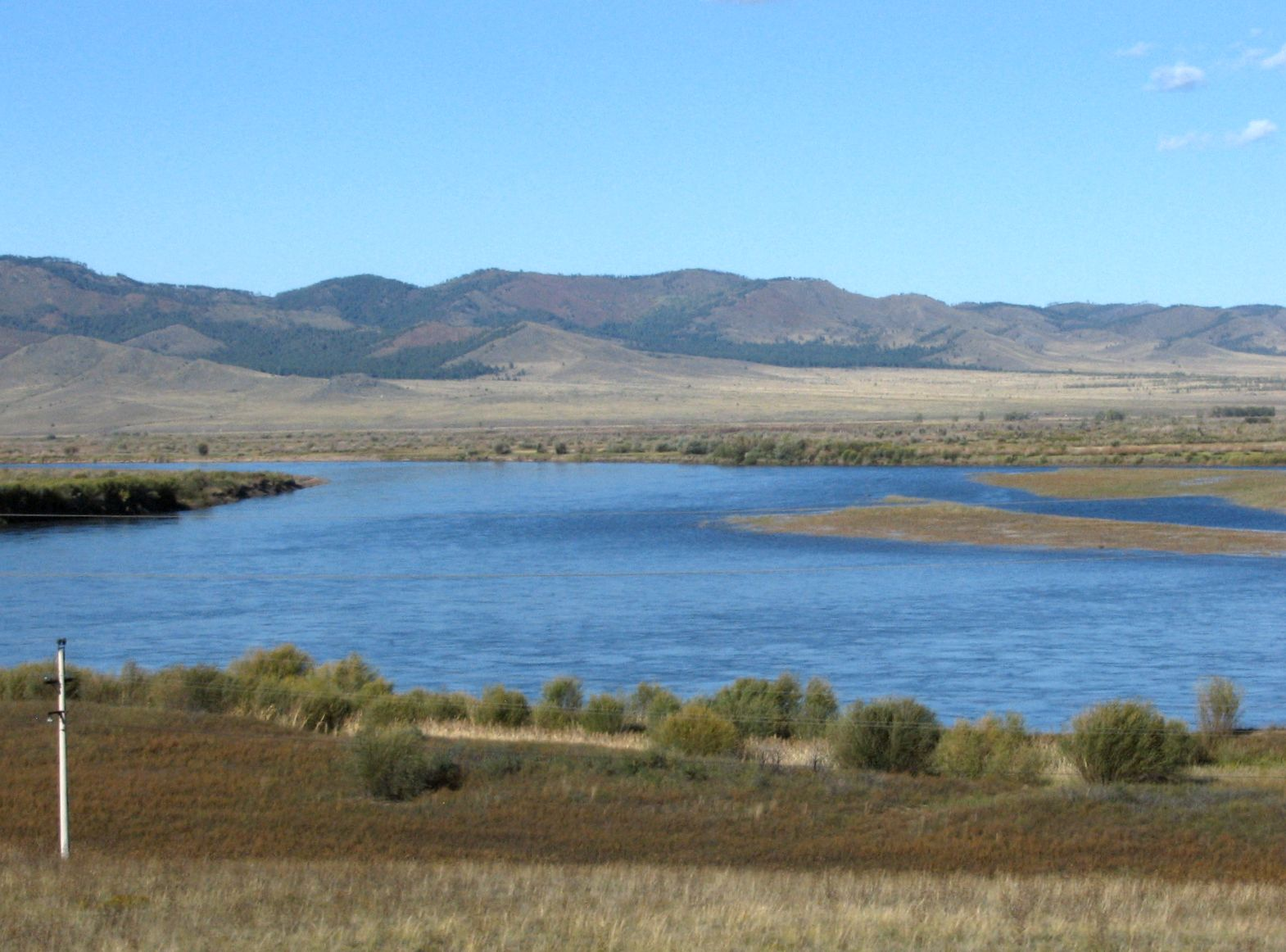
Riu Selengà

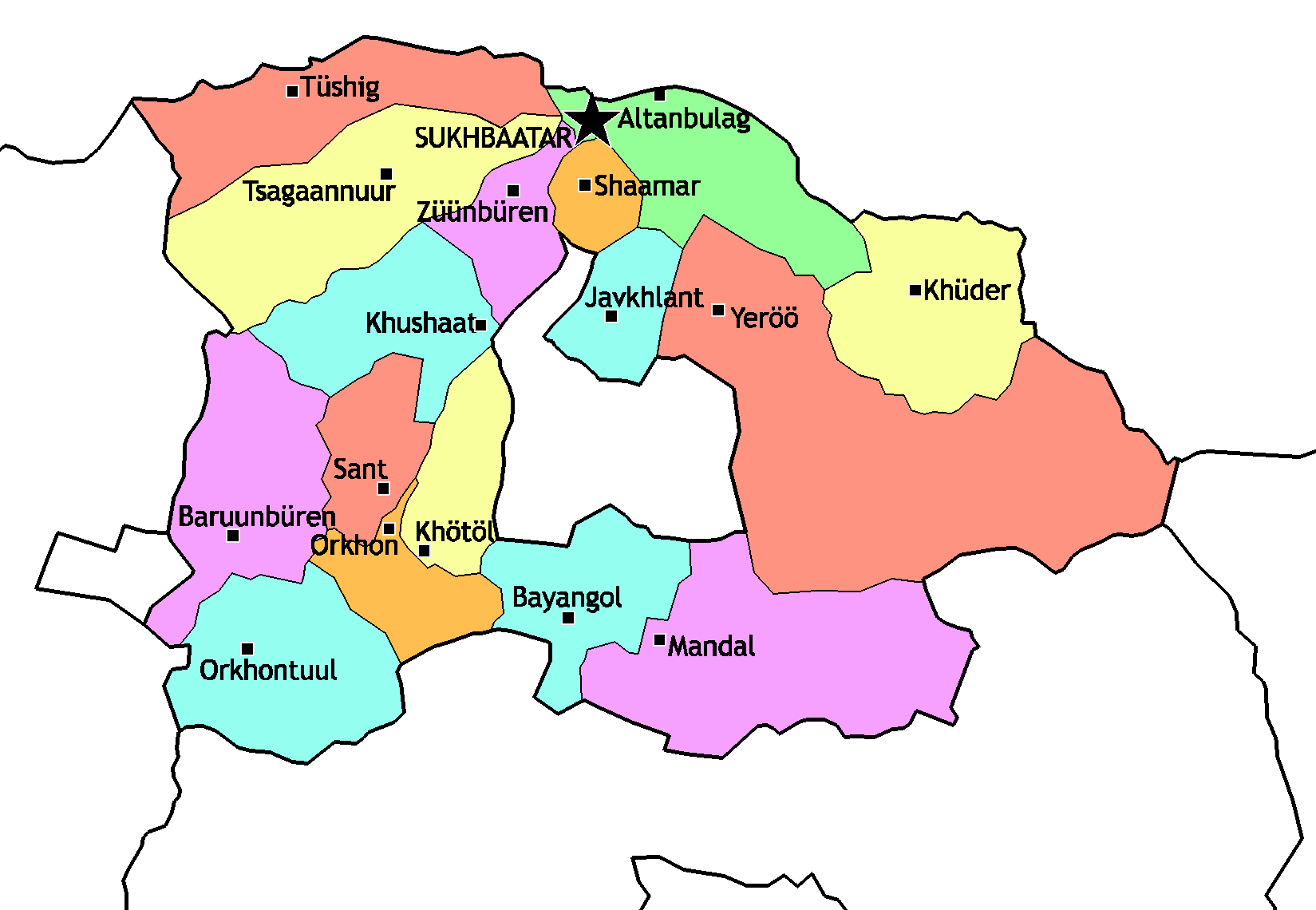
Sums de Selenge